# Pseudohamelia
Pseudohamelia  es un género de plantas con flores perteneciente a la familia de las rubiáceas. Incluye una sola especie: Pseudohamelia hirsuta Wernham (1912).
Es nativo de Colombia.